# 유리의 수상 및 후보 목록
다음은 대한민국의 가수이자 배우 소녀시대 유리의 수상 및 후보 목록이다.

## 수상 및 후보
| 연도 | 시상식                          | 부문                                      | 작품                     | 결과 |
| ---- | ------------------------------- | ----------------------------------------- | ------------------------ | ---- |
| 2001 | 제1회 SM 청소년 베스트 선발대회 | 댄스짱 1위                                | 빈칸                     | 수상 |
| 2010 | KBS 연예대상                    | 쇼,오락 MC부문 여자 우수상                | 청춘불패                 | 후보 |
| 2011 | 제5회 Mnet 20's Choice          | Hot 캠퍼스 여신                           | 빈칸                     | 후보 |
| 2011 | MBC 방송연예대상                | MC부문 특별상                             | 쇼! 음악중심             | 수상 |
| 2012 | SBS 연기대상                    | 뉴스타상                                  | 패션왕                   | 수상 |
| 2013 | 제49회 백상예술대상             | TV부문 여자 인기상                        | 패션왕                   | 수상 |
| 2014 | 제50회 백상예술대상             | 영화부문 여자 인기상                      | 노브레싱                 | 수상 |
| 2017 | SBS 연기대상                    | 월화드라마부문 여자 우수연기상            | 피고인                   | 후보 |
| 2018 | 제3회 아시아 아티스트 어워즈    | 배우부문 여자인기상                       | 빈칸                     | 후보 |
| 2018 | MBC 방송연예대상                | 뮤직·토크부문 여자 우수상                 | 대장금이 보고있다        | 후보 |
| 2018 | MBC 방송연예대상                | 베스트 엔터테이너상                       | 대장금이 보고있다        | 수상 |
| 2018 | MBC 방송연예대상                | 베스트 커플상(with. 신동욱)               | 대장금이 보고있다        | 후보 |
| 2021 | 제6회 아시아 아티스트 어워즈    | 베스트 연기상                             | 《보쌈 - 운명을 훔치다》 | 수상 |
| 2021 | MBC 방송연예대상                | 특별상                                    | 방과후 설렘              | 수상 |
| 2022 | 아시아 아티스트 어워즈          | 베스트 어치브먼트 X 히토 커뮤니케이션즈상 | 굿잡                     | 수상 |
| 2022 | 아시아 아티스트 어워즈          | 베스트 액터상                             | 굿잡                     | 수상 |
| 2022 | 아시아 아티스트 어워즈          | 가수 부문 아시아 셀러브리티상             | 빈칸                     | 수상 |